# Budaniv
Budaniv (česky také Budzanov, ukrajinsky Буданів, polsky Budzanów) je vesnice na Ukrajině. Leží v Ternopilské oblasti na řece Seretu a v roce 2005 v ní žilo 1634 obyvatel.
Budaniv byl založen v roce 1549. Koncem 19. století, kdy patřil jako součást Haliče k Rakousko-Uhersku, byl městem a měl přes pět tisíc obyvatel, částečně chasidských Židů. Byl zde také klášter a špitál.

## Osobnosti
- Lee Strasberg